# Ruppach-Goldhausen
Ruppach-Goldhausen település Németországban, Rajna-vidék-Pfalz tartományban. Lakosainak száma 1215 fő (2023. december 31.). Ruppach-Goldhausen Girod községgel határos.

## Népesség
A település népességének változása:
| Lakosok száma | 1086 | 1249 | 1253 | 1245 | 1222 | 1215 |
|               | 1975 | 2017 | 2019 | 2021 | 2022 | 2023 |